# Söravan, Lappland
Söravan är en sjö i Sorsele kommun i Lappland och ingår i Umeälvens huvudavrinningsområde. Sjön har en area på 0,109 kvadratkilometer och ligger 404 meter över havet. Söravan ligger i Ammarnäsdeltat Natura 2000-område.

## Delavrinningsområde
Söravan ingår i det delavrinningsområde (731796-152156) som SMHI kallar för Utloppet av Gautsträsk. Medelhöjden är 569 meter över havet och ytan är 37,7 kvadratkilometer. Räknas de 99 avrinningsområdena uppströms in blir den ackumulerade arean 1 261,3 kvadratkilometer. Vindelälven som avvattnar avrinningsområdet har biflödesordning 2, vilket innebär att vattnet flödar genom totalt 2 vattendrag innan det når havet efter 398 kilometer. Avrinningsområdet består mestadels av skog (69 procent). Avrinningsområdet har 6,37 kvadratkilometer vattenytor vilket ger det en sjöprocent på 16,9 procent.